# Waldemar Roszkiewicz
Waldemar Cezary Roszkiewicz (ur. 24 lutego 1957 w Wałczu) – polski lekarz dentysta i samorządowiec, były członek zarządu województwa mazowieckiego.

## Życiorys
Ukończył studia na Akademii Medycznej w Łodzi. Ukończył również studia podyplomowe MBA dla Kadry Medycznej w Akademii Leona Koźmińskiego w Warszawie, a także Podyplomowe Studia Menedżerskie dla Administracji Publicznej na Wydziale Zarządzania Uniwersytetu Warszawskiego.
Od 1982 do 1987 był kierownikiem Garnizonowego Stomatologicznego Ambulatorium w Trzebiatowie, a w latach 1987–1997 starszym asystentem kliniki Chirurgii Szczękowej Instytutu Stomatologii Wojskowej Akademii Medycznej. Od 1997 do 2003 prowadził gabinet stomatologiczny, a w latach 2003–2004 był dyrektorem Wojewódzkiego Centrum Stomatologii w Warszawie.
Od 2004 do 2005 był członkiem zarządu województwa mazowieckiego, w latach 2005–2006 pełnił funkcję wicemarszałka województwa, po wyborach z 2006 ponownie objął stanowisko członka zarządu województwa, które zajmował do 2010. Został następnie likwidatorem Wojewódzkiego Centrum Stomatologii w Warszawie, a następnie został wiceburmistrzem Ożarowa Mazowieckiego.
Do 2006 związany był z Ligą Polskich Rodzin, jednak formalnie do niej nie należał. Z listy tej partii kandydował bez powodzenia w 2005 do Sejmu oraz w 2006 do sejmiku województwa mazowieckiego. W 2006 przystąpił do Polskiego Stronnictwa Ludowego. W latach 2008–2010 był członkiem wojewódzkiego zarządu tej partii. Z listy PSL kandydował w 2009 i 2014 do Parlamentu Europejskiego, w 2010 do sejmiku mazowieckiego i w 2011 do Sejmu.